# يتيم أغلي
يتيم أغلي (بالفارسية: یتیم‌اغلی) هي قرية تقع في أذربيجان الغربية في إيران. يقدر عدد سكانها بـ 37 نسمة بحسب إحصاء 2016.